# Xiongba (socken i Kina, lat 29,62, long 87,04)
Xiongba (kinesiska: 雄巴, 雄巴乡) är en socken i Kina. Den ligger i den autonoma regionen Tibet, i den sydvästra delen av landet, omkring 400 kilometer väster om regionhuvudstaden Lhasa.
Genomsnittlig årsnederbörd är 538 millimeter. Den regnigaste månaden är augusti, med i genomsnitt 168 mm nederbörd, och den torraste är januari, med 3 mm nederbörd.